# Acrocercops trissoptila
Acrocercops trissoptila là một loài bướm đêm thuộc họ Gracillariidae. Nó được tìm thấy ở Ấn Độ (Gujarat và Maharashtra).